# وريد وجهي مستعرض
الوريد الوجهيّ المُستعرِض هو وريد صغير يرافق الشريان الوجهي المستعرض في مسيرته عبر الوجه يصب في الوريد الصُّدغي السطحي داخل مادّة الغدة النكَفية. ويتحد مع الوريد الفكي الداخلي لتشكيل الوريد الوجهي الخلفي.

## وصلات خارجية
- درسٌ تشريحي حول lesson4 مُعدٌ بواسطة ويسلي نورمان (جامعة جورجتاون). (parotid2)
- Diagram at Tufts.edu
- Diagram at stchas.edu

1. ↑  نموذج تأسيسي في التشريح، QID:Q1406710